# The Very Best of Elvis Costello and The Attractions 1977-86
Albums de Elvis Costello
Brutal Youth
(1994) Kojak Variety
(1995)
The Very Best of Elvis Costello and The Attractions 1977-86 est une compilation d'Elvis Costello sortie le 25 octobre 1994 sur le label Rykodisc.

## Liste des pistes
| No  | Titre                                                   | Auteur                   | Durée |
| --- | ------------------------------------------------------- | ------------------------ | ----- |
| 1.  | Alison                                                  | Elvis Costello           | 3:21  |
| 2.  | Watching the Detectives                                 | Costello                 | 3:45  |
| 3.  | (I Don't Want to Go to) Chelsea                         | Costello                 | 3:07  |
| 4.  | Pump It Up                                              | Costello                 | 3:14  |
| 5.  | Radio, Radio                                            | Costello                 | 3:05  |
| 6.  | (What's So Funny 'Bout) Peace, Love, and Understanding? | Nick Lowe                | 3:31  |
| 7.  | Oliver's Army                                           | Costello                 | 2:58  |
| 8.  | Accidents Will Happen                                   | Costello                 | 3:00  |
| 9.  | I Can't Stand Up for Falling Down                       | Homer Banks, Allen Jones | 2:05  |
| 10. | New Amsterdam                                           | Costello                 | 2:11  |
| 11. | High Fidelity                                           | Costello                 | 2:26  |
| 12. | Clubland                                                | Costello                 | 3:42  |
| 13. | Watch Your Step                                         | Costello                 | 2:57  |
| 14. | Good Year for the Roses                                 | Jerry Chesnut            | 3:07  |
| 15. | Beyond Belief                                           | Costello                 | 2:33  |
| 16. | Man Out of Time                                         | Costello                 | 5:26  |
| 17. | Everyday I Write the Book                               | Costello                 | 3:53  |
| 18. | Shipbuilding                                            | Costello                 | 4:51  |
| 19. | Love Field                                              | Costello                 | 3:26  |
| 20. | Brilliant Mistake                                       | Costello                 | 3:42  |
| 21. | Indoor Fireworks                                        | Costello                 | 4:07  |
| 22. | I Want You                                              | Costello                 | 6:40  |